# Fontanelle (Nebraska)
Fontanelle je naseljeno područje za statističke svrhe u američkoj saveznoj državi Nebraska. Prema popisu stanovništva iz 2010. u njemu je živjelo 54 stanovnika.